# Stephanopachys linearis
Stephanopachys linearis is een keversoort uit de familie boorkevers (Bostrichidae). De wetenschappelijke naam van de soort is voor het eerst geldig gepubliceerd in 1792 door Kugelann.